# Tiberius Gemellus
Tiberius Iulius Caesar Nero (19? – konec 37) byl synem Drusa mladšího, syna císaře Tiberia, a Livilly, dcery Antonie mladší a Drusa staršího. Byl tedy vnukem císaře Tiberia, bratrancem císaře Caliguly a synovcem císaře Claudia. Gemellus je přezdívka znamenající "dvojče". Jeho bratr-dvojče Germanicus Iulius Caesar zemřel v dětství, roku 23.

## Život
Gemellův otec Drusus zemřel za nejasných okolností, když byly jeho synovi tři nebo čtyři roky. Má se za to, že byl zavražděn prefektem pretoriánů Luciem Aeliem Seianem. Jeho matka Livilla byla také zavražděna, prý proto, že spolu se Seianem plánovala spiknutí s cílem odstranit Tiberia a byla podezřelá, že otrávila svého muže.
O Gemellově životě je toho známo málo, většina císařské rodiny ho ignorovala, a to natolik, že mu tóga (toga virilis) byla udělena až v osmnácti letech – obvykle to bylo o čtyři roky dříve. Ve věku dvanácti let byl Gemellus s Caligulou povolán na ostrov Capri, kde od dvacátých let žil císař Tiberius. Ten je oba učinil svými dědici, bylo ale zjevné, že favorizuje Caligulu před vlastním vnukem.
Po Tiberiově smrti 16. března 37 se Caligula stal císařem. Gemella sice formálně adoptoval a udělil mu titul předák mládeže (princeps iuventutis), již koncem roku 37 ho ale dal zavraždit. Důvodem byla jeho údajná snaha využít Caligulovy nemoci a zosnovat komplot.